# Intoxication au sélénium
 (janvier 2022).
Une intoxication au sélénium peut être reconnue comme maladie professionnelle en France.
Cet article relève du domaine de la législation sur la protection sociale et a un caractère davantage  juridique que médical.
Il est à noter que certains organismes (champignons notamment) peuvent bioaccumuler le sélénium.

## Législation en France

### Régime général
| Fiche Maladie professionnelle | Fiche Maladie professionnelle | Fiche Maladie professionnelle |
| Ce tableau définit les critères à prendre en compte pour que les affections provoquées par le sélénium soient prises en charge au titre de la maladie professionnelle | Ce tableau définit les critères à prendre en compte pour que les affections provoquées par le sélénium soient prises en charge au titre de la maladie professionnelle | Ce tableau définit les critères à prendre en compte pour que les affections provoquées par le sélénium soient prises en charge au titre de la maladie professionnelle |
| Régime Général. Date de création : 22 juin 1984 | Régime Général. Date de création : 22 juin 1984 | Régime Général. Date de création : 22 juin 1984 |
| Tableau N° 75 RG | Tableau N° 75 RG | Tableau N° 75 RG |
| Affections professionnelles résultant de l'exposition au sélénium et à ses dérivés minéraux                                                                           | Affections professionnelles résultant de l'exposition au sélénium et à ses dérivés minéraux                                                                           | Affections professionnelles résultant de l'exposition au sélénium et à ses dérivés minéraux                                                                           |
| --- | --- | --- |
| Désignation des Maladies | Délai de prise en charge | Liste indicative des principaux travaux susceptibles de provoquer ces maladies                                                                                        |
| Affections des voies aériennes. | 5 jours | Emploi des sels de sélénium dans l'industrie métallurgique et l'électronique.                                                                                         |
| Œdème pulmonaire. | | Utilisation de pigments contenant du sélénium. |
| Brûlures et irritations cutanées. | | Fabrication et emploi d'additifs alimentaires contenant du sélénium.                                                                                                  |
| Brûlures oculaires et conjonctivite. | | Travaux de laboratoire faisant intervenir le sélénium comme réactif chimique.                                                                                         |
| | | Fabrication de produits contenant des dérivés du sélénium dans les industries de cosmétologie, de phytopharmacie, de photographie et de photocopie.                   |
| Date de mise à jour : | | |

### Utilisations et données professionnelles
- Le sulfure de sélénium est employé comme traitement en dermatologie, en raison de son action fongicide, par exemple dans le traitement des pellicules grasses (Selsun).
- Photocopieur, imprimante laser et autres appareils xérographiques.

Le sélénium est utilisé pour recouvrir le « tambour » (cylindre brillant).
Il est chargé électriquement, puis un rayon laser décharge plus ou moins (en rendant le sélénium conducteur) les parties blanches ou claires de l'image.
- Colorant pour le verre et matières plastiques:

Le beau rouge profond est obtenu avec du sulfoséléniure de cadmium.
- Il sert à améliorer les qualités de l'acier inoxydable et du cuivre.
- L'acide sélénieux appliqué à la surface de l'acier permet de changer son aspect et de le protéger,

cette opération couramment appelée  "bronzage" est souvent utilisée sur de petites pièces d'armes à feu.
Il a été utilisé pour le redressement du courant alternatif, jusqu'à l'apparition des redresseurs au silicium (vers 1970) plus performants et surtout plus fiables. En effet de nombreux redresseurs au sélénium ont fini en une épouvantable fumée âcre !
Son usage comme semi-conducteur était devenu marginal, à l'exception de dispositifs limiteurs de tension où il reste en compétition avec les MoV(Metal-Oxyde Varistor).
Il semble retrouver une seconde jeunesse :
- dans des capteurs d'image pour rayons « X » car il permet la conversion directe rayonnement → flux d'électrons,
- dans la fabrication de cellules photovoltaïques dites « amorphes » de grande dimension au rendement honorable (15 %) et au coût réduit, à base de CuInSe2.

### Données médicales
Le sélénium métallique, aux teneur environnementales courantes est sans danger ; à faible dose, c'est un oligoélément indispensable, qui semble par exemple limiter les risques de cancer de la prostate. Par contre nombre de ses composés sont extrêmement toxiques. 
La dose toxique chez l’humain est facilement atteignable, soit 400 µg/jour. Il entraine alors des nausées, des diarrhées, une fragilisation des ongles, la perte des cheveux ou de la fatigue. 
Les recommandations américaines indiquent une dose quotidienne maximale à 400 µg/jour, or la supplémentation atteint facilement 200 µg/jour, en plus de l'apport nutritionnel, ce qui expose à un risque de surdosage.  

## Sources spécifiques
- (fr) Tableau N° 75 des maladies professionnelles du régime Général

## Sources générales
- (fr) Tableaux du régime Général sur le site de l’AIMT
- (fr) Guide des maladies professionnelles de l’INRS (tableaux et commentaires)